# Cantonul Trouville-sur-Mer
Cantonul Trouville-sur-Mer este un canton din arondismentul Lisieux, departamentul Calvados, regiunea Basse-Normandie, Franța.

## Comune
| Comune             | Populație (1999) | Cod poștal | Cod INSEE |
| ------------------ | ---------------- | ---------- | --------- |
| Benerville-sur-Mer | ...              | 14910      | 14059     |
| Blonville-sur-Mer  | ...              | 14910      | 14079     |
| Deauville          | ...              | 14800      | 14220     |
| Saint-Arnoult      | ...              | 14800      | 14557     |
| Touques            | ...              | 14800      | 14699     |
| Tourgéville        | ...              | 14800      | 14701     |
| Trouville-sur-Mer  | ...              | 14360      | 14715     |
| Villers-sur-Mer    | ...              | 14640      | 14754     |
| Villerville        | ...              | 14113      | 14755     |